# Mike Moore
Michael Kenneth "Mike" Moore, född 12 december 1984, är en kanadensisk professionell ishockeyspelare som spelar inom NHL–organisationen Washington Capitals. Han har tidigare spelat på NHL–nivå för San Jose Sharks.
Moore blev aldrig draftad av något lag.